# Willi Zwiener
Willi Zwiener (ur. 16 lutego 1908 we Frankfurcie nad Odrą, zm. 14 stycznia 1965 w Kassel) - więzień funkcyjny w obozie koncentracyjnym Mittelbau-Dora (Nordhausen) i zbrodniarz nazistowski.
Więzień kryminalny w obozie Mittelbau-Dora (Nordhausen) (do 1 października 1944 był to podobóz Buchenwaldu) od lutego 1944 do kwietnia 1945. Początkowo przebywał w obozie głównym, gdzie pracował w wydziale zajmującym się alokacją siły roboczej więźniów (luty 1944). Następnie od marca do czerwca 1944 Zwiener został ustanowiony przez władze SS starszym obozu (Lagerältester). Było to najwyższe stanowisko, które mógł sprawować w obozie koncentracyjnym więzień. Zwiener sprawował również funkcje w wydziałach zajmujących się alokacją siły roboczej więźniów w podobozach Ellrich i Harzungen (od października 1944 do kwietnia 1945). Miał opinię brutalnego, wielokrotnie znęcał się nad więźniami.
Zwiener został osądzony po zakończeniu wojny przez amerykański Trybunał Wojskowy w Dachau w procesie załogi Mittelbau-Dora (US vs. Kurt Andrae i inni) i skazany na karę 25 lat pozbawienia wolności.